# アントニオ・ロッツィ
アントニオ・ロッツィ（Antonio Rozzi, 1994年5月28日 - ）は、イタリア・ローマ出身のサッカー選手。UEサン・ジュリア所属。ポジションはフォワード。

## 経歴

### ラツィオ
ローマに生まれ、カーザル・モナステーロの小さなサッカークラブに所属した。6歳の時からASDロディジャーニでプレーしその才能を見出されると、同年にSSラツィオのユースへ入団した。2011-12シーズンにトップチームへ昇格し、同年にトンマーゾ・ロッキの負傷によりセリエAデビューを果たした。

### 期限付き移籍
2013年9月、期限付き移籍でレアル・マドリード・カスティージャへ移籍した。
2014年7月31日、セリエBのFCバーリ1908に期限付き移籍することが決定した。
2016-17シーズンはセリエDのルーパ・ローマFCへのローンでプレーした 。

## タイトル
ラツィオ
- コッパ・イタリア : 2012-13